# Caproni Campini N.1
Caproni Campini CC.2 (às vezes incorretamente referido como N.1) - foi um dos primeiros aviões de asas fixas com motor termojato.
Em 1931, o engenheiro Secondo Campini escreveu uma proposta para o Ministério da Aeronáutica Italiano, acerca do valor da propulsão a jato. Neste mesmo ano, fundou a V.E.N.A.R. - Velivoli E Natanti A Reazione (Aeronaves e Embarcações à Reação) e, em conjunto com a "Costruzioni Meccaniche Riva" de Milão, construiu em 1932, um barco de demonstração, movido a jato, que foi testado no trajeto Milão - Veneza, onde atingiu a velocidade de 28 nós (aprox 50 km/h).
O barco impressionou os representantes do Ministério da Aeronáutica, e em 5 de fevereiro de 1934, o Ministério da Aeronáutica, firmou um contrato com o Engº Secondo Campini, para a construção de dois protótipos e de um simulacro para testes estáticos.
Como a V.E.N.A.R. não dispunha das condições técnicas para tal desenvolvimento, a tarefa de construir as aeronaves foi entregue à "Societá Aeroplani Caproni" de Taliedo.
O avião projetado por Campini não possuía um motor a jato tal como concebemos atualmente. Especificamente, um motor convencional de combustão interna, o Isotta Fraschini L. 121/R.C. 40 670 kW (900HP), foi usado para movimentar um compressor a gás, o qual comprimia o ar para a câmara de combustão. O jato de exaustão produzido pela combustão impulsionava o avião. Campini chamou esta configuração de termojato.
O primeiro voo se deu em 27 de agosto de 1940 como o piloto de testes Mario de Bernardi, num teste que durou 10 minutos.
|  |

|  |  |

O regime fascista de Mussolini fez grande propaganda sobre o feito, tendo a Fédération Aéronautique Internationale reconhecido, na época, como o primeiro voo de uma avião a jato, muito embora estas honras tenham se dado uma ano após o primeiro voo do Heinkel He 178, usando um motor turbojato real.
Depois da Segunda Guerra Mundial, um dos protótipos foi enviado ao Reino Unido para estudos, desaparecendo posteriormente, provavelmente destruído. O outro protótipo está em exibição no Museu aeronáutico de Vigna de Valle  em Roma e o protótipo de solo está no Museu de Ciência e Tecnologia em Milão.